# Janawad, Jamkhandi
Janawad là một làng thuộc tehsil Jamkhandi, huyện Bagalkot, bang Karnataka, Ấn Độ.